# Hedriodiscus trivittatus
Hedriodiscus trivittatus är en tvåvingeart som först beskrevs av Thomas Say 1829.  Hedriodiscus trivittatus ingår i släktet Hedriodiscus och familjen vapenflugor. Inga underarter finns listade i Catalogue of Life.